# Aniquilación partícula-antipartícula
En física, la aniquilación partícula-antipartícula se refiere al encuentro de una partícula material con su respectiva antipartícula, en el que toda la masa de ambas partículas se transforma en energía y/u otras partículas.

## Descripción

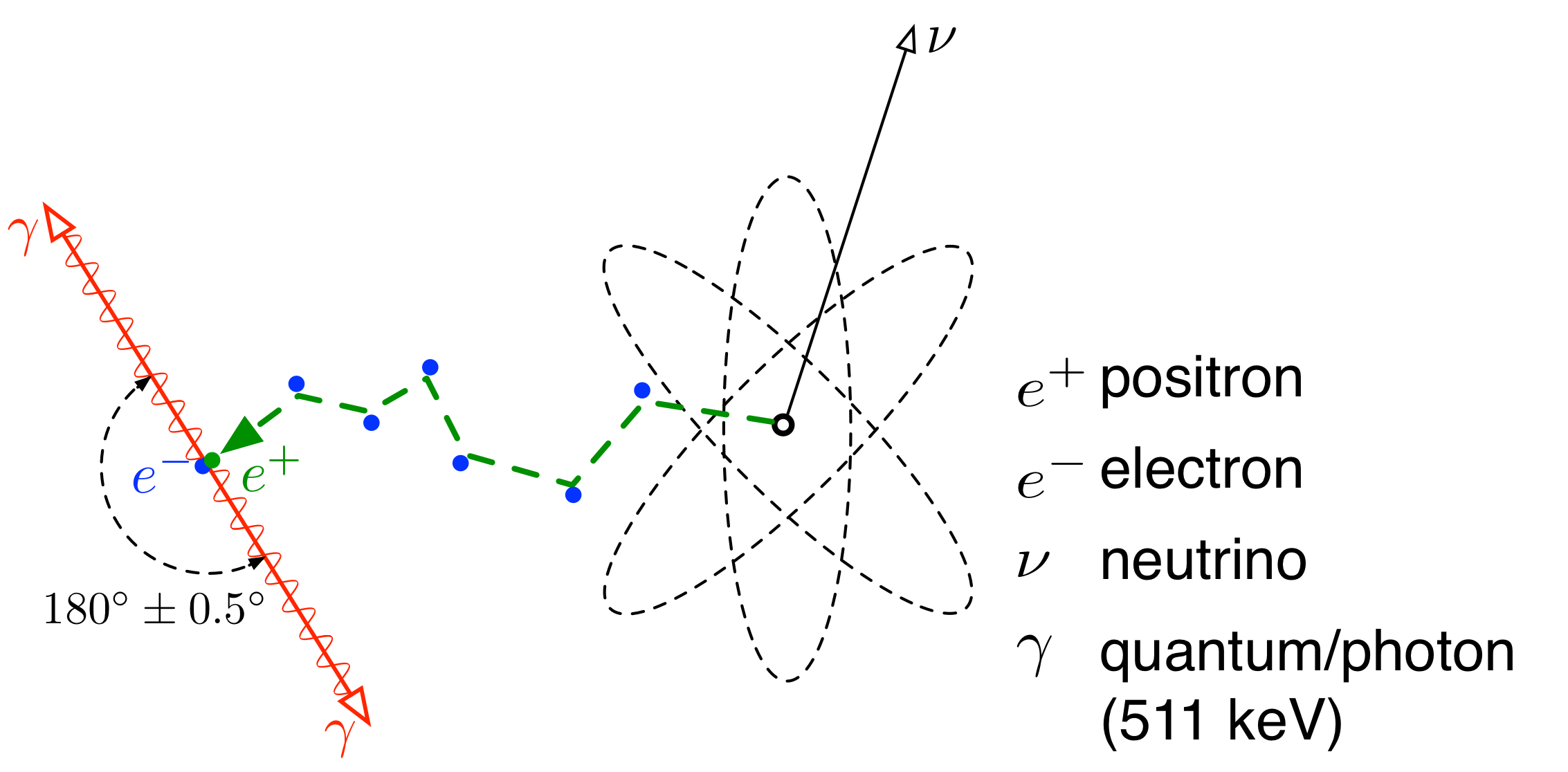
Esquema de una aniquilación electrón-positrón.

Si una partícula y su antipartícula se encuentran en los estados cuánticos apropiados, entonces pueden aniquilarse la una a la otra y producir energía u otras partículas.

## Aniquilación positrón-electrón
La reacción e+  +  e-  →  γ  +  γ se conoce como aniquilación positrón-electrón. Consiste en la conversión total de la masa de un electrón y un positrón en energía, es la forma más observada de aniquilación partícula-antipartícula. 
Puesto que la aniquilación de pares es un proceso fruto de la interacción electromagnética la energía siempre se emitirá en forma de rayos gamma. Si las partículas se mueven a velocidades mucho menores que la de la luz o se encuentran en reposo, se producirán 2 fotones emitidos en la misma dirección pero con sentidos opuestos, cada uno con una energía de 0.511 MeV, lo que coincide con las masas en reposo del electrón y del positrón. Normalmente ambas partículas formarán previamente un estado ligado conocido como positronio el cual es inestable y termina siempre con la aniquilación.
Si las partículas chocan a velocidades cercanas a las de la luz estas se aniquilarán al vuelo sin formar un estado metaestable previo. Los fotones resultantes podrán formar ángulos distintos de 180° en sus trayectorias de salida y serán más energéticos, pudiendo, incluso, generar pares de partículas de masas mayores a las del electrón y el positrón. Este hecho es usado en los aceleradores de partículas, donde estas partículas son aniquiladas con sus respectivas antipartículas. El aspecto del registro de una secuencia de aniquilaciones, creaciones y decaimientos, lo que hace que se le dé a esta secuencia el nombre de cascada.
Usualmente lo que ocurre, tal y como se observa en la figura, es que el positrón antes de aniquilarse se va frenando con el medio hasta que su energía es suficientemente baja como para que sea capturado por un electrón para formar positronio. Así la aniquilación en vuelo es rara en la práctica y la mayor parte de fotones saldrán en sentidos opuestos y exactamente con 511 keV de energía cada uno.
La aniquilación de un par electrón-positrón en un solo fotón: e+  +  e-  →  γ 
no puede ocurrir, ya que se viola el principio de conservación de la energía y del momento, la reacción inversa es también imposible debido a la misma razón; sin embargo este fenómeno se observa en la naturaleza, en donde se puede crear un par electrón-positrón virtuales a partir de un solo fotón con una energía de al menos la masa de ambas partículas (1.022 MeV). Lo cierto, es que según la teoría cuántica de campos este proceso está permitido como un estado cuántico intermedio para tiempos suficientemente cortos en los que la violación de la conservación de la energía puede acomodarse al principio de incertidumbre de Heisenberg. Esto abre la vía para la producción de pares virtuales o su aniquilación donde el estado cuántico de una sola partícula puede fluctuar en un estado cuántico de dos partículas y volver a su estado inicial. Estos procesos son importantes en el estado de vacío y la renormalización de una teoría cuántica de campos. También abre el camino para una mezcla de partículas neutras a través de procesos como el mostrado aquí, que es un ejemplo complicado de la renormalización de la masa.
La aniquilación de positrones es utilizada por los dispositivos de diagnóstico médico PET para generar imágenes tridimensionales de ciertas regiones del cuerpo.